# Скиталец (роман)
«Скита́лец» (англ. The World's Desire, — «Мечта мира») — приключенческий роман с элементами мистики (может также характеризоваться как фэнтези) в трёх книгах, 27 главах. Написан в 1888—1889 годах совместно романистом Генри Райдером Хаггардом и поэтом и учёным-филологом Эндрю Лэнгом; первое произведение Хаггарда, написанное в соавторстве, Лэнг разработал общую фабулу, и написал первые четыре главы и финал. Роман изначально планировалось назвать «Скиталец», но это название было занято стихотворением лорда Булвера; рабочим названием Хаггарда была «Песнь о луке».
Сюжет — вольная фантазия на тему приключений Одиссея, которого окружающие и он сам в основном называют «Скитальцем». Потеряв из-за чумной эпидемии Пенелопу и Телемаха, владыка Итаки отправился в Египет, где встретил Елену Троянскую и стал объектом вожделения царицы Мериамун, жены фараона Мернептаха. Романтический сюжет посвящён поискам идеальной любви, правящей миром, которая и есть истина. В романном повествовании светловолосая и голубоглазая Елена символизирует небесную, первую чистую любовь, а сумрачная черноволосая и черноглазая Мериамун — земную, плотскую.
Роман публиковался с продолжением в 1890 году в журнале The New Review (апрель — декабрь), отдельное издание последовало в том же 1890 году в издательстве «Longman» десятитысячным тиражом. После 1894 года роман неизменно публиковался с иллюстрациями Мориса Грейффенхагена. По данным Internet Speculative Fiction Database, роман регулярно переиздавался на протяжении всего XX века, был переведён на нидерландский (1930), немецкий (1985), итальянский (1998) и испанский (2009) языки. На русском языке впервые опубликован в 1903 году под названием «Мечта мира», переиздания и новые переводы последовали после 1990 года, чаще всего под названием «Скиталец». Несмотря на то, что роман был негативно оценён критиками, он пользовался популярностью у читателей, в том числе профессиональных египтологов.

## Сюжет
В первоиздании роман был разделён на три книги, включавшие, соответственно, восемь, одиннадцать и восемь глав (всего 27), обозначенных римской цифрой и собственным заглавием. Сюжет линейный, время действия отнесено к правлениям Рамзеса II и Мернептаха, к которым привязан библейский Исход, то есть завершению XIII века до нашей эры.

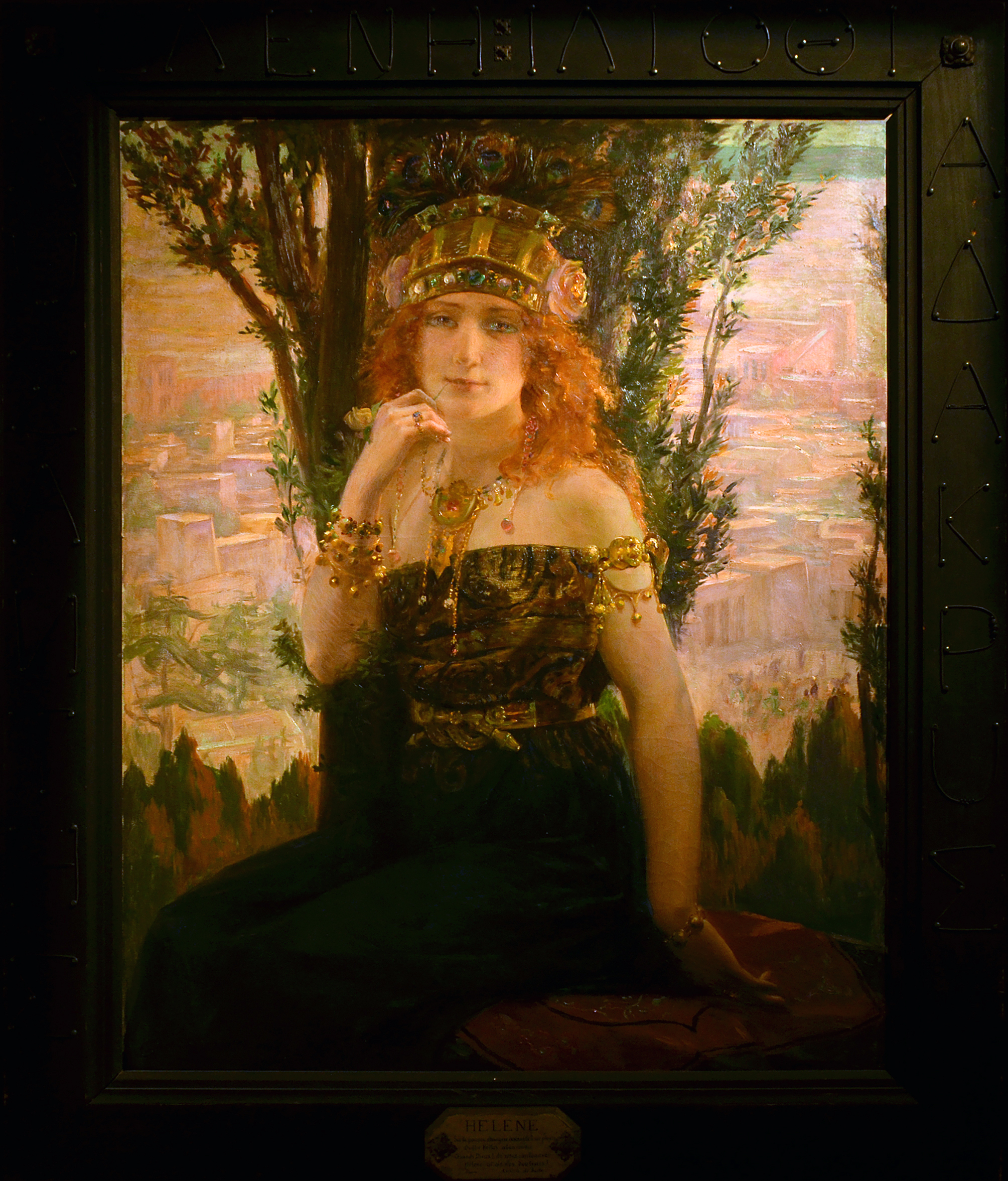
Гастон Бюссьер. Елена Троянская, 1895. Макон, Музей урсулинок

Одиссей, сын Лаэрта, возвращается домой на Итаку после своего второго долгого путешествия, о котором никто так и не узнал, и не сложил эпических песен. Герой надеется обрести дома мир и покой, верную любимую жену и достойного сына. На берегу его ждёт лишь запустение: остров выкосила чума. Во дворе собственного дома он видит остывшее погребальное кострище, из которого торчала кость руки с золотым браслетом, когда-то подаренным жене Пенелопе. Уцелел лишь лук Эврита, не взятый Одиссеем в долгое странствие, и, когда сын Лаэрта взял его в руки, лук зазвенел, пророча скорую битву. На ночь Одиссей остановился в храме Афродиты, где ему было дано видение Мечты мира — совсем ещё юной Тиндариды. Богиня велела найти её и обрести истинную любовь и новую жизнь, в залог чего постаревший Одиссей мгновенно омолаживается и надевает золотые доспехи Париса, подаренные ему Менелаем. Далее заснувший на берегу Лаэртид был схвачен сидонскими пиратами, но сумел благодаря уму и находчивости захватить пиратского капитана Курри со всеми сокровищами, принудив отвезти себя в Египет. Однако и в стране Нила настало время хаоса и смятения: невидимый грозный Иегова, избравший Свой народ, наслал на Египет многочисленные кары, перед которыми бессильны звероподобные сумрачные божества. Скиталец, назвавшийся Эперитом, принят царицей Мериамун, которой принёс в дар сокровища, отобранные у пиратов, но она приходит в ужас от вида золотых доспехов, которые носит Одиссей. Мериамун, прозванная «дочерью Луны», — прекраснейшая и умнейшая из женщин Египта, изощрённая в тайнах колдовства и способная вызывать духи умерших. Волею покойного отца Рамзеса II она выдана замуж за собственного брата Мернептаха, и их сын-первенец пал жертвой гнева Бога Израилева. Мериамун служит жрец Реи, который благосклонен к Одиссею, считая именно его единственно достойным своей госпожи.

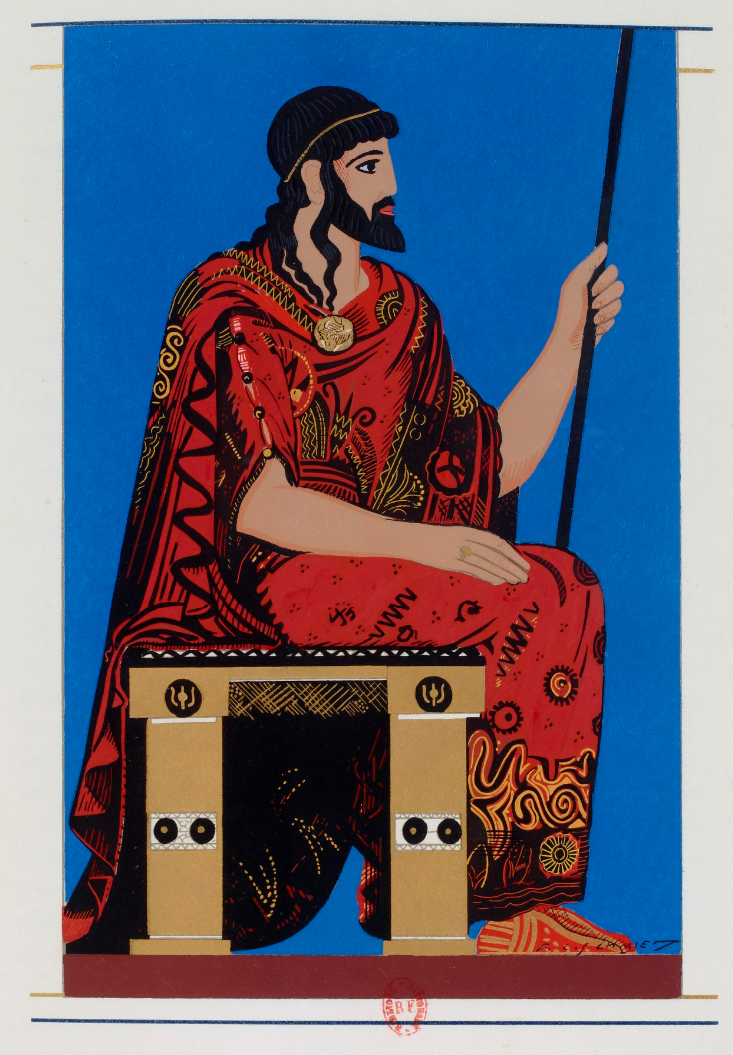
Одиссей на престоле Итаки. Иллюстрация Шмид, Франсуа-Луи (Paris, Compagnie des bibliophiles de l’Automobile-Club de France, 1928, volume 3, page 169)

Далее фараон отправляется из Таниса с войском покарать мятежных евреев, оставив Эперита-Скитальца защитником дворца и царицы Мериамун. Сама она, узнав тайну Скитальца, сочла себя именно той женщиной, которую боги предназначили ему. Скиталец же в смятении, узнав о храме Хатор, в котором богиня предстаёт перед людьми живой, но в образе прекраснейшей из женщин, осуждающей на смерть любого, кто возжелает её — чтобы войти в храм, нужно одолеть стражей. Никто из простых смертных не в состоянии увидеть её подлинного облика. Преодолев испытания, Одиссей видит Мечту мира — Елену; но та принимает его за Париса и хитроумный Лаэртид подражает его вкрадчивому голосу, который когда-то слышал на поле битвы перед Илионом. Наконец и она понимает, что перед ней истинный Одиссей, которого Афродита предназначила ей в супруги. Всё это становится известным и Мериамун, которая заставила дух жреца Реи отделиться от тела и проследовать в святилище Хатор. Царица совершает ритуал обручения со Злом в виде змея (ибо является реинкарнацией Евы), чтобы в день свадьбы Елены с Одиссеем принять облик аргивянки. Скиталец поддаётся обману, вопреки пророчеству богини, видя на груди Мериамун красную звезду похоти, а не белую сияющую звезду любви, и восходит на ложе царицы. Когда обман раскрылся и Одиссей, испытывая стыд и досаду, отверг Мериамун, та вызвала стражу, в том числе и сидонянина Курри. Схваченного Одиссея видит Елена, которую Реи проводил к дворцу, и она заявляет, как низко он пал: царица обвинила его в клятвопреступлении, ибо фараон назначил Эперита-Скитальца хранителем дворца. После встречи Елены и Мериамун прекрасная брюнетка полна зла, ибо нашлась та, кто прекраснее самой царицы. Тут возвращается фараон с известием, что Иегова погубил воинов земли Египетской в Чермном море, а с севера наступают двенадцать тысяч воинов стран Шекелеша, Шердана, народов пелесетов и ахейцев, «сынов тех людей, кто разорили Трою». Мериамун, несмотря на сжигающую её ревность, приказывает освободить Одиссея и отправить его на битву; тот даёт клятву верности царице, но заявляет: «Жёстко моё ложе сегодня ночью, но мягко ложе царей, тех царей, что ожидают меня в царстве царицы Персефоны! Но не ты будешь делить со мной это ложе!»
Перед отправлением Скиталец просит жреца Реи посетить Елену-Хатор, рассказав ей, как он был обманут и как несчастлив. Мериамун тем временем отравила Мернептаха и обвинила в его смерти ложную Хатор, но, когда женщины Таниса подожгли храм, Елена с Реи села на колесницу и как вихрь унеслась в пустыню. Она успела к началу битвы Одиссея с народами моря, ободряя воздюбленного; некоторые престарелые воины узнали Елену-аргивянку, «из-за красоты которой мир омрачился от смерти и захлебнулся в крови». Когда битва почти выиграна, Телегон, сын Цирцеи, застрелил своего отца из лука. Одиссей умирает в объятиях Елены, услышав её напутствие: «Ты найдёшь меня по ту сторону врат заката!» Воины сложили погребальный костёр, возложив на него тело Скитальца. Мериамун, не силах перенести зрелища кремации, срывает с себя змея, который носит как символ договора со Злом, и швыряет его в огонь. Жрец Реи говорит, что из-за данного обета ей придётся последовать туда, куда отправился змей; царица бросается на тело Одиссея, змей обвивает их обоих и хохочет, пока пламя костра не поглотило их. Елена же, опустив покрывало, удалилась в пустыню, где и будет скитаться, пока не вернётся Одиссей.

Так вот то, что я, жрец Реи, должен был рассказать людям прежде, чем лягу и усну вечным сном в своей великолепной усыпальнице, которую я приготовил себе близ Фив. Пусть каждый мужчина прочтёт и поймёт эту повесть так, как ему хочется, и каждая женщина так, как боги помогут её разумению.

## История создания и публикации

### Творческий замысел и его реализация

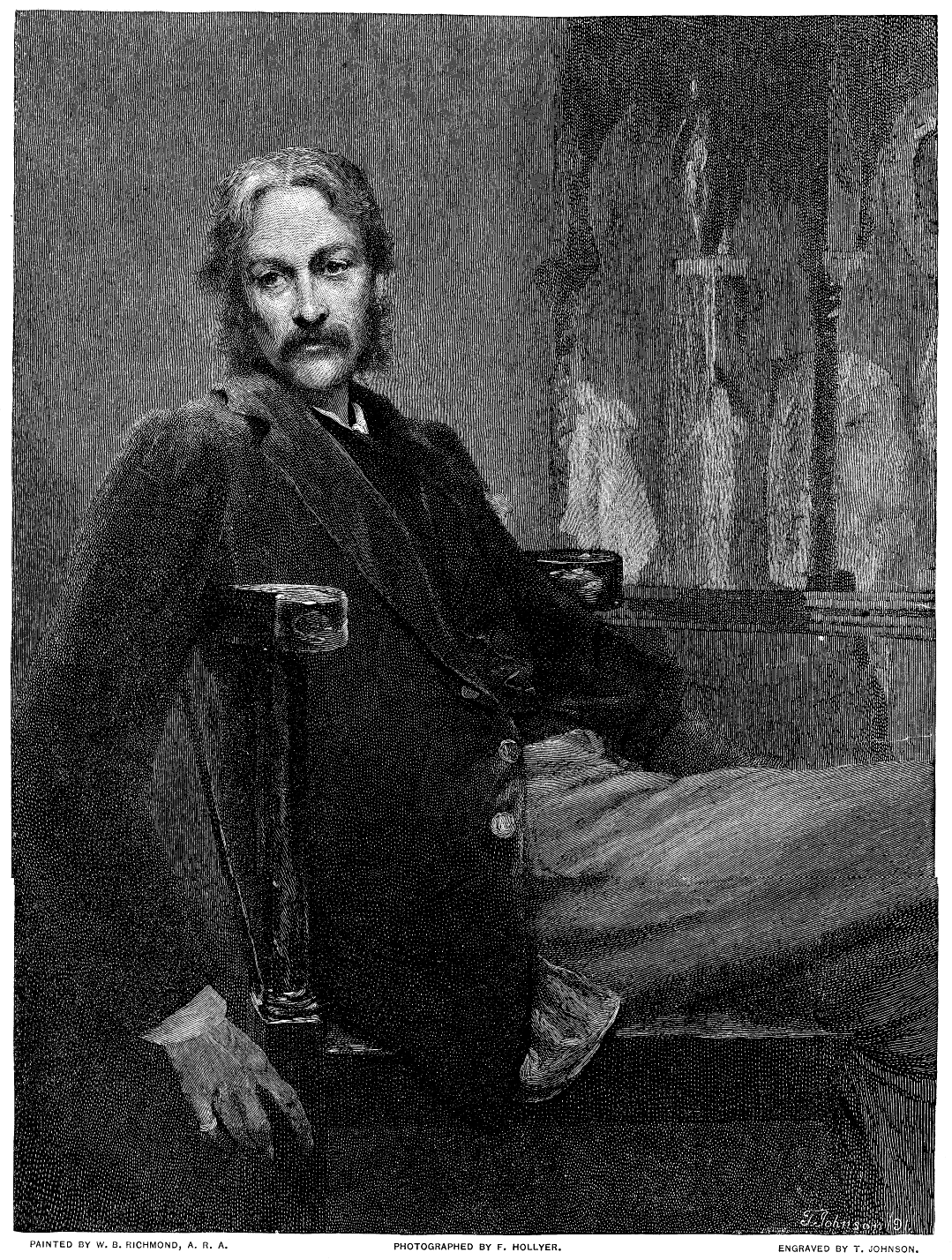
Эндрю Лэнг в 1894 году. Гравюра с портрета работы Уильяма Ричмонда из «Century Magazine»

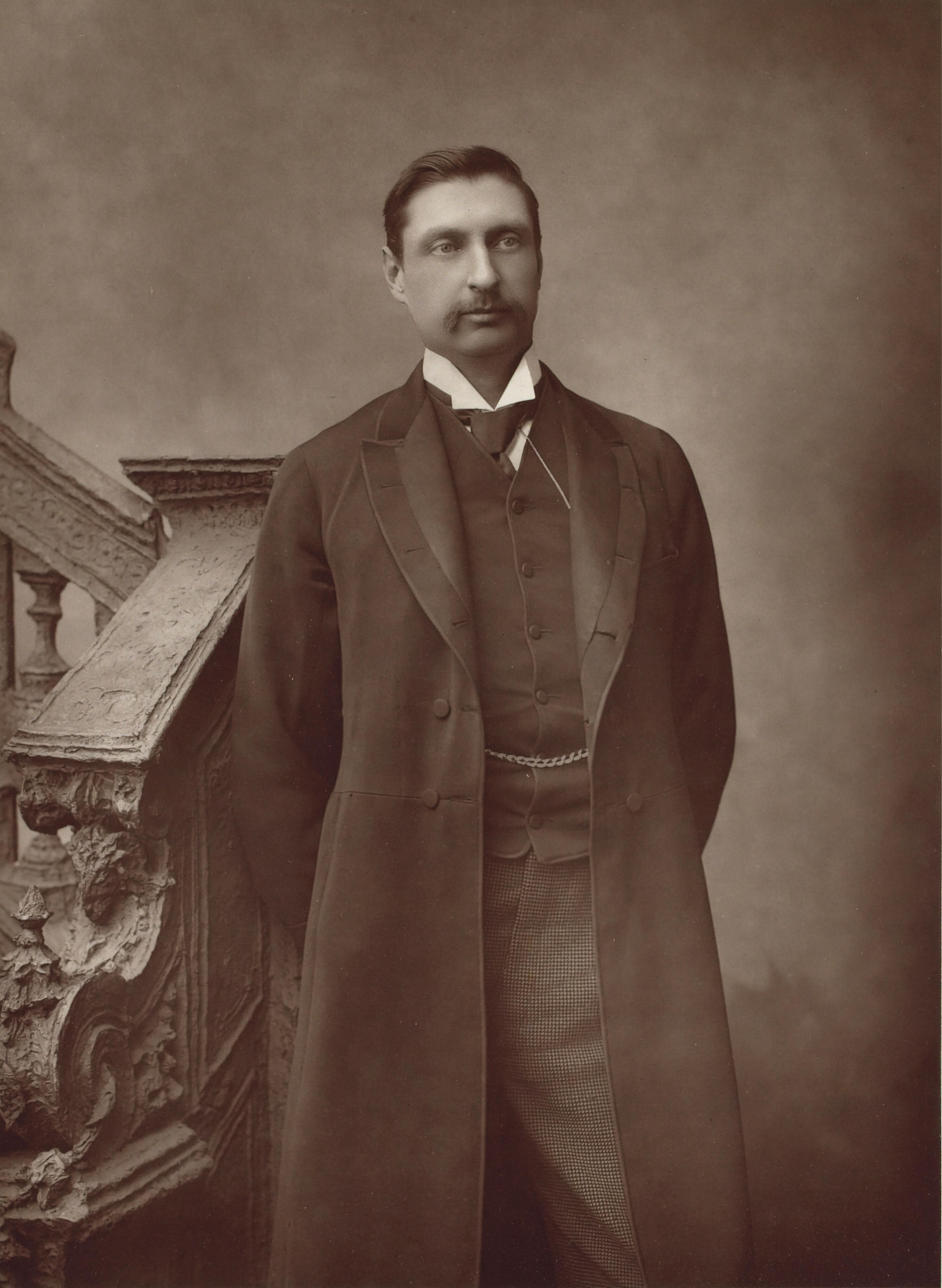
Генри Райдер Хаггард в конце 1880-х годов. Фото Генри Роуза Барро

Генри Хаггард был знаком с Эндрю Лэнгом с 1885 года, когда тот одобрил рукопись дебютного романа «Копи царя Соломона» и помог пристроить её в издательство. В дальнейшем они активно сотрудничали и Хаггард неизменно посылал на одобрение и критику рукописи своих новых произведений. В марте 1888 года в переписке Хаггарда и Лэнга возникла идея написать в соавторстве «поэтический роман» на какой-либо сюжет из древней истории или мифологии, хотя Эндрю Лэнг глубоко пессимистически относился к собственным литературным талантам. Осталось неизвестным, кто именно первым предложил соавторство. Особый интерес Лэнга в тот период вызывала гомеровская «Одиссея», поэтический перевод которой он выпустил в 1879 году, и который на некоторое время стал самым популярным и продаваемым античным текстом, который появлялся в английском переводе. По предположению литературоведа Мортона Коэна, Лэнгу очень нравился роман «Она», и история бессмертной Айши казалась наилучшим вариантом для творческого тандема. Генри Хаггард зимой 1888 года совершил трёхмесячное путешествие по Египту, и ещё был полон свежих впечатлений, поэтому предложил сюжет из «Одиссеи». 8 марта Лэнг писал Генри Райдеру, что тому надо прочитать «Елену» Еврипида, лучше в прозаическом переложении. Название «Скиталец» («The Wanderer») существовало уже тогда, но его нельзя было использовать, ибо так же именовалось стихотворение лорда Литтона. Лэнг предложил заглавие «Жрец Исиды» (ибо египетская часть романа была подана от его имени), и, в послании от 25 марта, сообщал, что соединение в одном сюжете Елены Прекрасной и Одиссея — это очень плодотворная идея. Основная фабула принадлежала Лэнгу, который решил продолжить эпос «Одиссею»: овдовевший Лаэртид, лишившись Пенелопы и Телемаха, отправляется в Египет на поиски Елены Троянской, к которой некогда сватался. Хаггард предлагал сделать основой сюжета поиск божественной премудрости, которая символизируется прекрасной женщиной. После возвращения из европейской поездки Лэнг писал Хаггарду, что Елена должна стать в Египте жрицей, а главным источником должна быть «Одиссея»; «Вам не понадобится от меня много помощи». В апреле Хаггард приступил к написанию романа, который в черновике именовался «Песнь о луке» («The Song of the Bow»), когда возникло окончательное заглавие, неизвестно. Параллельно египетскому роману Хаггард увлёкся скандинавскими сагами и стал планировать поездку в Исландию. Перед отбытием 14 июня он отправил готовую часть рукописи Лэнгу.
Эндрю Лэнг на три или на четыре месяца потерял присланную ему рукопись (оказалось, что он вложил её в переплёт некоего фолианта, «чтобы она не смялась и не загрязнилась»), поэтому после возвращения в конце августа Хаггард на основе свежих впечатлений приступил к написанию «Эрика Светлоокого», над которым работал всю осень и начало зимы — всего около четырёх месяцев. Рукопись «Песни о луке» отыскалась только в октябре, 11-го числа Лэнг сообщил, что написанное ему не нравится. Поэт предлагал начать с пути Одиссея в Египет, как они изначально обсуждали. В ответ Хаггард, поглощённый скандинавской темой, предложил Лэнгу переделать повествование на свой вкус. 17 октября Эндрю Лэнг сообщал, что переписал начало (с погребальным костром и браслетом Пенелопы), но Хаггарду предстояло ещё «оживить» персонажа, в то время как с «местным колоритом» после внесённой правки всё в порядке. 2 ноября была готова ода «в духе Суинберна», предпосланная прозаическому повествованию. «Эрик» был закончен к Рождеству 1888 года. Далее соавторы поменялись местами: Лэнг читал рукопись нового романа Генри Райдера, а Хаггард вернулся к «Песни о луке», которую завершил 9 января 1889 года. Было решено, что соавторы встретятся в феврале и согласуют свои идеи. В архиве Хаггарда сохранились письма Лэнга, документирующие его редактуру глав, написанных Генри Райдером. Так, 10 марта он сообщал, что по-другому построил описание смерти первенцев, а 12 марта поменял описание внешности жреца Хатор-Елены (в черновике его именовали Лои, затем он получил имя Реи): Лэнгу не нравилось, что Хаггард наделил его «белокурой бородой» и без колебаний «обрил его». В архиве Нориджа сохранился беловик рукописи, из которого следует, что окончательная редакция текста принадлежала Хаггарду, который не тронул первые четыре главы первой книги и финальную главу, автографы которых написаны рукой Лэнга. Эти главы подверглись только некоторой стилистической правке и было добавлено несколько абзацев. Написанное Лэнгом послесловие в конце концов не было включено в окончательный текст.
Авторская рукопись, точно датированная 9 января 1889 года, поступила после смерти Хаггарда в Нориджский музей. Она включает 145 рукописных листов стандартного формата, считая 8-страничный «Постскриптум» Лэнга, который так и не был издан.

### Выход в свет
В переписке Хаггарда и Лэнга «Мечта мира» (уже под окончательным названием) вновь появилась 27 июня 1889 года: поэт выражал сомнение в успехе журнальной публикации. Лэнг считал, что роман «почти демонстративно обращён только к образованным читателям» и это может сильно повредить коммерческому успеху книги, если произойдёт фиаско с редакцией журнала. Вопреки опасениям, 7 марта 1890 года права на сериализацию «Желания мира» были приобретены редакцией «The New Review» за 750 фунтов стерлингов (порядка 88 000 фунтов в ценах 2022 года). Роман публиковался в выпусках журнала с апреля по декабрь 1890 года. Издательство «Longman» подписало контракт с соавторами ещё 12 декабря предыдущего, 1889 года на роялти в 20 % от продаж, каковую сумму Хаггард и Лэнг должны были делить между собой. Тираж первого издания 1890 года (выпущенный 5 ноября) составил 10 000 экземпляров (часть в зелёных, часть в красных обложках); в США издателями выступили «Harper & Brothers». Американское издание вышло в серии «Franklin Square Library» (№ 684). Библиотека Конгресса зарегистрировала роман 8 ноября 1890 года. В прозаический текст включены стихотворения и песни Эндрю Лэнга, большей частью, использующие образы Хаггарда. В журнальном издании числилось семнадцать стихотворений, в книжном издании добавилась песнь, которой оканчивалась седьмая глава третьей книги и палинодий, который следовал за послесловием жреца Реи, оканчивающим всю книгу.
Журнальное и первые книжные издания в Британии, США и Канаде были лишены иллюстраций. Только в лондонском издании 1894 года добавились 27 иллюстраций, выполненных известным художником Морисом Грейффенхагеном. 20 иллюстраций полностраничные, шесть встраивались в типографский набор текста; изображения бо́льшей частью не подписывались. В 1894 году было написано предисловие, обозначенное именами обоих соавторов. Иллюстрации Грейффенхагена воспроизводились в дорогих серийных изданиях «Longmans' Colonial Library» (1899) и «Silver Library», а также дешёвых изданиях Ньюнса в мягких обложках. В первых изданиях ставилось посвящение живописцу сэру Уильяму Ричмонду, написавшему портрет Лэнга, так как соавторы хотели привлечь его в качестве оформителя.

## Литературные особенности

### Авторское восприятие

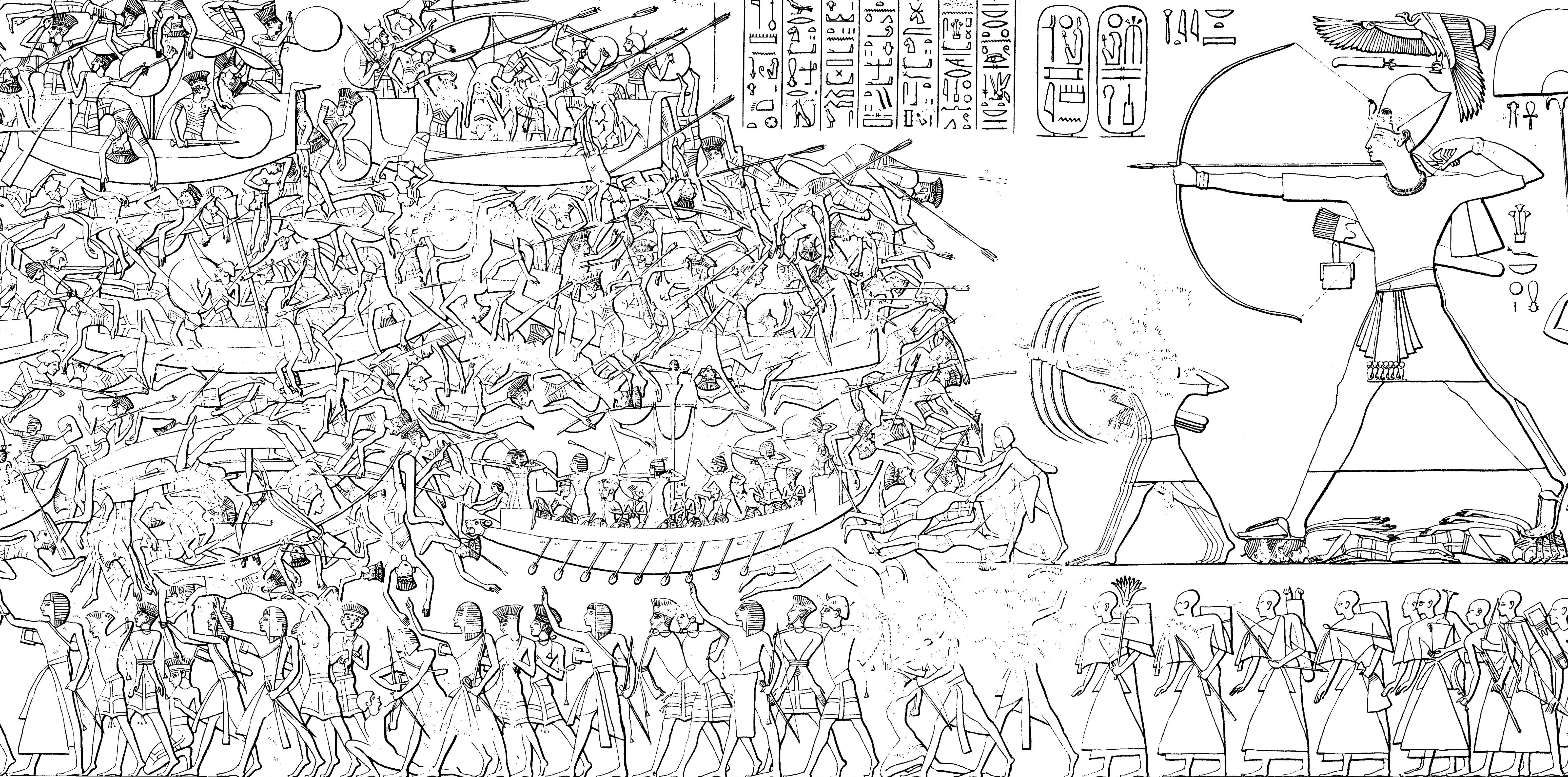
Войско фараона Рамзеса III отражает нашествие «народов моря». Прорисовка рельефа из Мединет-Абу

Эндрю Лэнг рассматривал их с Хаггардом роман как «экспериментальный» и, с некоторыми оговорками, причислял к историческому жанру, так как фараоны Рамзес II и Мернептах были «такими же историчными как Георг IV», и Мернептах в египтологии того времени отождествлялся с фараоном библейского Исхода. Имя сестры-жены правителя Мериамун также упоминается в древних источниках, хотя никаких легенд относительно неё не сохранилось. Лэнг стремился максимально придерживаться мифологии, зафиксированной в аутентичных источниках, так, из Геродота он извлёк сообщение, что Елене поклонялись в Египте, как богине. Образный строй должен был соответствовать первоисточникам. Бой с сидонянами Лэнг основывал на одном из гомеровских гимнов, а обетование в храме Афродиты — на другом. Смерть Одиссея от стрелы Телегона основывалась на мифе, положенном в основу несохранившейся эпической поэмы «Телегония», изложение которой составлено Проклом. Однако собственно романтико-мистические элементы относились к миру романа Хаггарда «Айша», в работе над продолжением которого — «Дочь мудрости» — Лэнг желал принять участие. Философия реинкарнации, в которой взаимодополняющие души стремятся воссоединиться в каждом из перерождений, была вложена авторами в уста царицы Мериамун.
В предисловии к иллюстрированному изданию 1894 года соавторы утверждали, что действие романа отнесено к эпохе, «в которой всё могло случиться» (проводя параллели с временем Плантагенетов в средневековой Англии). Хаггард и Лэнг ссылались на открытия Шлимана и Флиндерса Питри, неопровержимо свидетельствующие о тесных связях Египта эпохи Рамессидов и Ахейской Греции бронзового века — в гробницах Микен были найдены египетские предметы, а в синхронных им памятниках Египта — вещи из Леванта. Хотя никаких следов Исхода археологами не найдено, данные события, известные только из еврейской Библии, «должно быть, выглядели совершенно иначе в глазах египетских и ахейских наблюдателей, враждебно настроенных к сыновьям Израилевым». Самые экзотические фантазии о Елене после выхода в свет словаря греческой мифологии Адольфа Фюртвенглера, как оказалось, имели параллели в малоизвестных легендах Эллады. Например, у Евстафия сохранилось предание, как Парис обманул Елену, надев доспехи Менелая; в романе доспехи Париса надевает Одиссей. Кровавый рубин Елены, используемый Мериамун, упоминается в комментарии Сервия к Вергилию. Описание призыва духов мёртвых царицей Мериамун было основано на «Раскрытии тайны колдовства» Реджинальда Скота 1584 года, в котором приведено заклинание «безмолвной ночи». Лестригоны, выходцы из «Земли полуночного солнца», вполне могли быть и скандинавами. Лэнг и Хаггард повторили, что все подробности сражений, которые показались критикам «негреческими», полностью основаны на текстах Гомера. В «Одиссее» упоминается и нападение ахейцев на Египет, вложенное в уста самого Одиссея.

### Критика

Смерть Скитальца от стрелы своего сына. Иллюстрация М. Грейффенхагена к изданию 1894 года

После выхода в свет роман удостоился прямо противоположных отзывов в британской и американской прессе; почти во всех рецензиях затрагивалась тема соавторства Райдера Хаггарда и Эндрю Лэнга; критики и читающая публика пытались отделить литературный вклад одного от другого. В лондонском «Атенеуме» (выпуск от 6 декабря 1890 года) неподписавшийся обозреватель приветствовал выход в свет «Скитальца» («Мечты мира») в книжной форме, так как цельный текст лучше воспринимается, нежели произвольно разбросанный по выпускам журнала. Удачным названо и соавторство Генри Хаггарда с Эндрю Лэнгом, что повысило качество текста, избавив его от откровенных ошибок и нестыковок, «неизбежных в диком приключенческом поле». Вклад Лэнга признаётся более значительным, чем Хаггарда, но неудачным, ибо поэт напрасно «отдал свой гений низменным вещам». В так же неподписанном обзоре «The Cambridge Review» 29 января 1891 года утверждалось, что соавторство Хаггарда и Лэнга является вполне закономерным, учитывая длительность их литературного сотрудничества. Впрочем, стиль Хаггарда признан хорошо узнаваемым. Роман назван гимном любви — «тому странному Нечто, которое принадлежит всем и никому никогда не может принадлежать, источнику жизни и причиной смерти, влекущей всех людей и убивающей столь многих из них». Книга именуется «наполненной тонким ароматом богатого воображения». Впрочем, некоторые сюжетные ходы названы «ходульными», а общий тон романа — «предосудительно кровожадным», могущим шокировать, что нисколько не мешает «читабельности» романа. Похвалы рецензента удостоились стихотворные вставки Лэнга, два из которых приведены в качестве примера. Резко негативным был приём романа в бостонской газете «The literary world» (выпуск 17 января 1891 года). Соавторство Лэнга и Хаггарда анонимным обозревателем было названо «странным», так как, по мнению рецензента, между ними отсутствовало «сродство вкуса», которое бы сделало работу двоих органичной. При этом сюжет назван «столь же сенсационным», как в романе «Она», а связанные воедино сыны Израилевы, Елена Троянская, Одиссей и жена фараона обозначены как «необычайный маскарад». В анонимной рецензии газеты «Philadelphia Record» соавторство Лэнга и Хаггарда названо «столь же невероятным, как между Жюлем Верном и Оливером Холмсом». По мнению обозревателя, от Лэнга в этом дуэте лишь имя на обложке, а у Хаггарда, как обычно, невероятные приключения разворачиваются вокруг оригинального набора персонажей. Сочетание аллегории, символизма и мелодрамы в сюжете названо «странным», стиль романа явно перекликается с «маньеризмом» предыдущих книг Хаггарда «Она» и «Клеопатра». Журнал «Spectator» (14 февраля 1891 года) назвал сотрудничество Лэнга и Хаггарда «дерзким» и «погасившим талант обоих соавторов».
Выдвигались и ещё более жёсткие суждения критиков. Так, в «The National Observer» (по мнению Роджера Грина, рецензентом выступил лично его главный редактор Хенли) роман был назван «безбожной мешаниной анархии и культуры», читать которую «мучительно», и приходится «проклинать всех богов литературы» за совершённое соавторами «художественное самоубийство». Критик откровенно издевался над литературными образами: дети Израилевы характеризовались как «помесь преступной банды с Армией спасения». Кроме того, обозревателю не понравилась сцена в опочивальне Мериамун между царицей и Одиссеем, поскольку она была основана на истории Иосифа Прекрасного и жены Потифара. Появились и отзывы коллег-писателей. Джеймс Барри (в «The British Weekly») даже не скрывал, что не любит ни приключенческого жанра, ни лично Райдера Хаггарда, и при этом объявил роман «скучным». Барри заявил, что реальное соавторство в литературе, подразумевающее, что двое авторов становятся одним, невозможно. «Здесь нет ни реализма г-на Хаггарда, ни юмора мистера Лэнга; имитация Гомера искусна, но утомительна». Единственной достойной сценой романа Дж. Барри назвал убийство Одиссея Телегоном: «Это трагично и патетично ровно настолько, насколько нужно, ибо выписано в подлинной степени художественно». Комментируя эту и подобные ей рецензии, Роджер Грин (биограф Лэнга, библиотекарь Колледжа Мертона) отмечал, что многое подмечено верно, но многое также субъективно и даже глубоко неверно. Барри считался мастером психологической лепки персонажей, глубина которых была не нужна в приключенческой прозе, которая у Хаггарда всегда разворачивалась «подобно циклораме или кинематографу». У романа появились и поклонники-профессионалы, например, поэт Уильям Кэнтон, который посчитал «Скитальца» «живописным и будящим воображение».
Соавторов критика раздражала, причём наиболее обескураженным был Лэнг, который из-за негативизма восприятия «Скитальца» окончательно разругался со Стивенсоном. Стивенсон оценил образ Мериамун, назвав царицу в частном письме Лэнгу «чарующей и устрашающей», на фоне которой Елена выглядела бледно. Остальное было прямо названо «слишком крутым» («too steep»), и, по мнению Стивенсона, Одиссей оказался чрезмерно неубиваемым и перебил слишком много врагов. Поглощённый литературной работой Хаггард переживал намного меньше и писал соавтору, что «в рецензиях отметилось слишком много невежественных дураков».
Несмотря на прохладный приём у критиков, роман Хаггарда и Лэнга пользовался популярностью у публики, особенно у школьников, ещё в 1960-е годы «Скиталец» переиздавался едва ли не ежегодно. Об этом свидетельствует обширная реклама, постоянный выпуск новых изданий, и факт, что «Скиталец» регулярно появлялся в каталоге самых востребованных книг прокатной книговыдачи, в частности, наиболее влиятельной библиотеки Мьюди. Последняя в течение полувека определяла рынок англоязычной художественной литературы и поддерживала трёхтомный формат выпускаемых романов. Текст «Мечты мира» также делился на три книги, хотя они и печатались одним томом; после 1894 года началось стремительное исчезновение этого формата. Представитель библиотеки Мьюди Харкурт Мэтьюз утверждал, что каждый из романов Хаггарда закупался филиалами прокатных библиотек в количестве 400 или 500 экземпляров — только так удавалось удовлетворить спрос читающей публики. В недатированном письме Лэнга Хаггарду (поэт скончался в 1912 году) говорится, что «Скиталец» разошёлся в числе 227 000 экземпляров.

### Жанровые и стилистические черты

Царица Мериамун, заключившая договор со Змеем. Иллюстрация М. Грейффенхагена к изданию 1894 года

Литературовед Мортон Коэн, исследователь творчества Хаггарда и Киплинга, отказывал роману «Скиталец» в серьёзных литературных достоинствах. Литературное пространство «Скитальца», согласно его мнению, «вмещало слишком много всего», когда сильные стороны писателей — Лэнга и Хаггарда — взаимно мешали друг другу. «Читателю не суждено с лёгкостью перебраться от Итаки Лэнга в Египет Хаггарда, или от „Одиссеи“ к Библии». Повествование подчёркнуто антиисторично, «круша стены времени». Главный герой очень далёк от мифологического хитроумного сына Лаэрта, по сути это «эллинизированный Аллан Квотермейн», также как Елена — так же бессмертная Айша из романа «Она», только «перевезённая из африканского Кора чуть севернее и переименованная», и потому плохо сочетающаяся с историческим антуражем. Литературовед Джеральд Монсмэн (Аризонский университет) полагал, как и М. Коэн, что в основе писательской формулы Хаггарда лежал рыцарский роман, поэтому Аллан Квотермейн является архетипическим персонажем в его творчестве. Квотермейн напоминает Улисса поэмы Теннисона, так же, как и Ахилла или сэра Галахада, ибо вся их деятельность подчинена поиску Невыразимого. Ярче всего этот мотив проявился именно в «Скитальце», герой которого обретает смерть, ставшую кульминацией его поиска высшей Красоты. Хаггард сравнительно рано сформулировал морально-теологическую доктрину, которую более или менее последовательно проводил в своих произведениях; она сочетала монотеизм и учение о реинкарнации. В рамках этой доктрины зло рассматривалась как часть всеобъемлющего добра (подобно тому, как диссонанс является частью музыкальной гармонии). Сын Цирцеи убивает своего отца Одиссея, которого не видел ни разу в жизни, и тем уравнивает шансы соперниц — Елены и Мериамун — обрести в следующем перерождении обетованную богиней любовь Лаэртида. В собственной теологии Хаггарда Смерть — это важнейший акт высвобождения внутренней божественности, дающий герою возможность слиться с Вечностью, чтобы затем попытаться взойти на новый уровень развития в следующем перерождении. Поэтому уклонение ко злу и впадение во грех является неотъемлемой частью искупления: Мериамун заключает соглашение со змеем, и как Ева, соблазняет Одиссея, в то время как божественная Елена-аргивянка давно умерла и отошла в Вечность, и является в землю Египетскую в образе солнцеликой Хатор.
Противостояние двух планов бытия — солнечного и лунного — преломлённого через светло- и темноволосую женщину, повсеместно встречается в творчестве Хаггарда. Так, в романе «Аллан Квотермейн» описаны две сестры-королевы страны Зу-Венди. Блондинка Нилепта оказывается благосклонна к спутнику Аллана сэру Генри, тогда как брюнетка Зорайя, также испытывающая влечение к джентльмену, в полной мере является олицетворением тёмной страсти, и готова во имя своих желаний ввергнуть народ в гражданскую распрю. Она носит титул «госпожа Ночи» и посвящена в тайны колдовства. Точно такая же коллизия представлена и в «Скитальце», где солнечная Елена и сумрачная Мериамун на самом деле составляют единое целое (фраза об этом вложена в уста царицы). В романе «Аллан Квотермейн» победительницей оказывается Нилепта, в буквальном смысле отвоевавшая титул «супруги Солнца» и вышедшая замуж за белого джентльмена; Зорайя проиграла и покончила с собой, став причиной смерти сына Аллана, его верного слуги и тяжёлого ранения самого Квотермейна.
В справочнике по фэнтези-литературе Маршалла Тимна, Кеннета Загорски и Роберта Бойера подчёркивался синтетический характер романного жанра: «Скиталец» сочетает приключенческую канву и героический миф на психолого-теологическом фундаменте. Все мистические мотивы признаны «идущими от Хаггарда» ввиду «гиперупрощения», из-за чего не выдерживают решительно никакой критики. Образы романа широко используют библейскую символику, однако возлюбленные Одиссея двоятся: светловолосая и светлоглазая Елена, чьим символом является белая звезда любви, является проекцией или реинкарнацией Афродиты; черноволосая и черноглазая Мериамун, с кровавой звездой страсти, олицетворяет тёмное низменное божество или даже дьявола. Однако с Мериамун сопряжены и библейские мотивы грехопадения, её повсюду сопровождает змей, то есть египтянка является также проекцией Евы. Мотив реинкарнации служит для демонстрации, что Одиссей, Елена и Мериамун были связаны друг с другом в предыдущих жизнях (по времени действия Одиссей должен быть глубоким старцем, а Елена уже мертва, как вспоминает о том старый воин в финале). Смерть Одиссея от руки собственного сына и самосожжение царицы может быть истолковано как торжество зла, к чему сами авторы не оставили никаких подсказок.
Литературовед И. Васильева в предисловии к одному из изданий русского перевода сочинений Хаггарда отмечала литературные переклички романов «Скиталец», «Клеопатра» и «Она». Царица Мериамун — это в значительной степени «вариант Клеопатры» с тем же не знающим границ своеволием, властолюбием и жестокостью, на службу которым поставлены ум и красота. Посему символом злой мудрости является змей, обвивающий стан Мериамун. Елена-Хатор, несомненно, одна из ипостасей божественной Айши с вечной неувядающей красой юности и магической силой воздействия на смертных. Однако и она подчинена безжалостному року и не может соединиться с вечным возлюбленным. По словам И. Васильевой, Хаггард осуществил своего рода реконструкцию эпоса «Телегония» и сделал свой роман историческим перекрёстком судеб древних иудеев, античной мифологии и египетской истории. «В итоге — весьма впечатляющий и занимательный художественный синтез».

### Постмодернистская деконструкция

#### Венди Кац: сюжетные стереотипы Хаггарда и колониальный роман
Литературовед Венди Роберта Кац рассматривала «Скитальца» (как и всё хаггардовское творчество) в контексте колониального романа, хотя и признавала его нестандартным представителем жанра. Восходящий к эпохе романтизма колониальный роман по своей сущности был обращён к «экзотике», подчёркивая расовую или культурную инаковость, разделяющую героев. Уже в своих первых африканских романах Райдер Хаггард был подчёркнуто реалистичен, обнаружив, что и англичане и зулусы (а затем и вымышленные им кукуаны) обладают множеством общих признаков, присущих обществу с классовым расслоением, и что британская и туземная аристократия, в сущности своей, мало отличается друг от друга. Однако Хаггард многое почерпнул из романтизма, прежде всего, внерациональную обусловленность человеческих чувств, которые направляются силами за пределами познаваемого мира. В этом плане романтический герой всегда стремится к освобождению от пут обычаев, своего сословия, а в конечном итоге — от физических законов. Поэтому типический герой романов Хаггарда — авантюрист, человек, который подтверждает свою свободу за пределами цивилизованного мира. Заимствовав жанровый шаблон из рыцарского романа, Хаггард заменил искателя Грааля или Гроба Господня на современного джентльмена, который превыше всего ставит дух приключения, от которого непременно получит бесценный опыт и материальную выгоду. Однако его творчеству никогда не была присуща психологическая глубина; Венди Кац полагала, что герои Хаггарда — это иллюстрации неких абстрактных принципов, идеалов, которыми должен увлечься и к которому следует стремиться читателю. Во всех романах Хаггарда встречаются постоянные клишированные персонажи: воин-охотник, его помощник-воин, и бессмертная искусительница. Образ искусительницы со временем раздваивается на выразительницу чистого добра и чёрного зла, трактуемого предельно упрощённо. Таковы (в романе «Аллан Квотермейн») сёстры-правительницы Нилепта и Зорайя — почти совершенно одинаковые лицом и фигурой, равно прекрасная добротой блондинка и снедаемая страстями брюнетка. В этом отношении Елена Троянская и царица Мериамун «Скитальца» представляют образы небесной возвышенной и профанной плотской любви. Чтобы соответствовать бессмертному идеалу любви, герою надлежит освободиться от семейных уз и тягот добывания хлеба насущного. Людвиг Холли и Лео Винси из романа «Она» — закоренелые холостяки, получившие крупное наследство; африканские спутники Аллана Квотермейна давно отчуждены от своего народа; Одиссей потерял жену, сына и царство на Итаке в результате эпидемии. При этом романтический герой лишён некой основополагающей экзистенциальной цели своей деятельности, и преодолевает все испытания благодаря трудолюбию и авантюрному духу.
Романтический жанр с его свободой и безграничностью действия предполагает освобождение от пут исторического опыта и пространственной ограниченности. У Хаггарда, в том числе и в «Скитальце», это достигается введением концепции перерождения с сохранением предыдущей памяти, или бессмертием главной героини (Айша из романа «Она»). В «Скитальце» изначальная писательская формула Хаггарда усложнена введением нравственно-теологического элемента, предполагающего, что для нравственного восхождения герой должен лишиться всего (в том числе и в материальном измерении) и научиться умерять свои желания. Венди Кац выделяла в творчестве Хаггарда четыре «спиритуальных романа»: «Она» (1887), «Скиталец» (1890), «Возвращение Айши» (1905) и «Дочь мудрости» (1923), так как их идеология в высшей степени идеалистична и противостоит материальному миру. В основе сюжета «Скитальца» — поиск мудрости, когда оказывается, что единственной человеческой жизни недостаточно, чтобы её постичь, поэтому путь познания Бога или Единого фрагментирован и может растянуться на множество перерождений. При этом связь между потусторонней мудростью и обычными для Хаггарда «головокружительными приключениями» может показаться весьма искусственной. Идея реинкарнации не мешала писателю разделять мессианский идеал, выражением которого являлась Империя — современная ему Британская и её древние аналоги-отражения. В данном контексте В. Кац оценивала «Скитальца» как попытку выстраивания собственной теологии Хаггарда, для которой мифологическое пространство с его условной географией и отождествлением пространственного перемещения с духовным восхождением, подходило больше всего.

#### Уэйн Кестенбаум: «совершенная мужественность» и античный миф
Квир-интерпретацию образов романа «Скиталец» предложил в 1990-м году поэт, художник и критик Уэйн Кестенбаум. С его точки зрения, дуэт двух влиятельных писателей 1890-х годов, вместе творящих роман о Греции — это своего рода «гомосексуальная утопия», высшая точка попыток подтвердить мужественность британской художественной литературы, «перехватив факел у женщин-писательниц», чей успех равно осуждали Хаггард и Лэнг. Эндрю Лэнг утверждал, что литературные институты для взрослых созданы по образцу подростковых увлечений; его базовые вкусы в литературе (как, по слухам, и в любовных увлечениях) не менялись со школьных лет: «любящий книги о мальчиках Лэнг так же любил и мальчиков, и не видел разницы между жизнью и литературой». Романтическую литературу Эндрю Лэнг считал в античном духе учебником мужественности и его литературный идеал имел мало общего с гетеросексуальным семейным идеалом викторианской литературы. Это было с предельной откровенностью высказано в стихотворении 1887 года, написанном Лэнгом себе на юбилей, в котором Хаггард и Стивенсон восхвалялись как спасители, «воскресившие кастрированный любовный роман». Тем не менее, У. Кестенбаум утверждал, что «империалистический романтизм» Лэнга и Хаггарда не имел ничего общего с гомоэротическим эстетизмом Уайльда. Внешне это выражалось в том, что часть работы соавторов проходила за обедами в клубе «Сэвилл», куда так и не приняли Уайльда, хотя его кандидатуру поддержали Джеймс, Хенли и сам Хаггард. Хенли ввёл обычай, чтобы Хаггард рассказывал за обедом какую-либо зулусскую легенду. Кестенбаум заявлял, что Лэнг испытывал к Хаггарду гомоэротическое влечение (и перед смертью завещал древнеегипетское кольцо, когда-то принадлежавшее царице Тэйе), из-за чего вдова Леонор Бланш Аллен последовательно уничтожала их переписку. Основываясь на одном из пассажей в переписке Хаггарда и Лэнга, У. Кестенбаум заявил, что написание романа «Скиталец» для Хаггарда было попыткой вырваться из-под диктата женщины — умершая в том же 1890 году его мать Элла была писательницей; а для Лэнга это была попытка «подрывающего гендерные полярности флирта, на который он не осмеливался вне художественной литературы».
Хотя начальные главы романа посвящены поискам Одиссеем новой жены, обещанной ему богиней, главный сюжет составляет яростное соперничество Мериамун и Елены из-за своего мужчины. Мериамун любит Одиссея «невыразимой любовью», что являлось стандартным викторианским гомоэротическим эвфемизмом; в сценах с её участием Лэнг и Хаггард обращались к образам платоновского «Пира» («разбудить то, что покоилось» и «разогреть то, что было холодным»). Мериамун была для соавторов символом Новой женщины, идеал которой был им бесконечно чужд: царицы, стремившейся стать равной своему мужу-фараону и «ведущей его за бороду». Природа её описана как двойственная: «трудно сказать, мужчина она в женском теле или женщина в мужском». Сцена единения Мериамун и змея, по мысли критика, одновременно описывает и самоудовлетворение, и роды.
В результате, по мнению У. Кестенбаума, «Скиталец» оказался «воинственно женоненавистническим» романом, что Лэнг признавал и немало гордился этим фактом. Вопреки сложившейся традиции, Кестенбаум считал, что «узорчатый», возвышенно-архаизированный стиль романа определялся Лэнгом, а не Хаггардом. Во вступительном стихотворении проводится различие между возвышенной и низменной любовью, символизируемой звездой и змеем, что может быть также истолковано и как «колебание между Он/Она». В финальном палинодии Одиссей тоже не знает, что выбрать ему, ибо красота имеет много форм, Елена и Мериамун равно прекрасны, но звезда остаётся при этом звездой (символом женского начала и менструации), а змей — змеем (фаллосом). Мужчина, сбитый с толку похотью и поклявшийся змеем, когда должен был возвыситься до звезды, останется во власти змея. Одиссей по сюжету не может разобраться, какую из женщин он любит, поскольку Елена и Мериамун меняются местами и предстают единым телом и душой. В этом У. Кестенбаум видит призыв соавторов для их читателей-мужчин отказаться от миражей, навеваемых низменной похотью, и крепко держаться своей внутренней самости.

### Восприятие в XXI веке
Писатель и популяризатор литературоведения Тайлер Тичелаар называл «Скитальца» одним самых «странных и интересных романов», которые ему довелось читать, несмотря на некоторый «викторианский сексизм» Примечательным роман делает соавторство «двух великих викторианских авторов» и «очаровательные готические персонажи» — Одиссей, Елена и Мериамун. Т. Тичелаар признавал роман написанным в хаггардовской стилистике, но при этом выдержанным в духе бредового сновидения. Вероятно, роман повлиял на последующее творчество Роберта Говарда в его саге о Конане. Одновременно это готический роман, но лишённый средневекового колорита; сверхъестественное предстаёт через преломление античной и ветхозаветной мифологии. Готический дух всецело пронизывал роман Хаггарда «Она», и образ Мериамун — в значительной степени проекция полубожественной-полудемонической Айши. Собственно, её образ единственно полнокровный во всём романе, полностью раскрытый художественными средствами; лучшей сценой в книге, по мнению критика, является заключение царицей договора со змеем. В результате современный читатель, закрыв книгу, скорее будет задаваться не вопросом, воссоединятся ли Одиссей с Еленой, а возродится ли Мериамун, ибо это пример демонического образа, который очаровывает того читателя, который должен его осуждать. Смерть Одиссея означает и трагедию Мериамун, которая из антагониста превращается в двойника вечного Скитальца.
Обозреватели фантастической и готической литературы XXI века склонны положительно оценивать роман, причисляя его к ранним представителям жанра фэнтези. Оценки при этом носят полярно противоположный характер: от «памятника эпохе, но не лучшего произведения Хаггарда и Лэнга», до «если бы Гомер написал в XIX веке романтическую сагу, то это был бы „Скиталец“». Обозреватель Дж. Комер отметил, что «безумная дерзость сюжета» вполне органично вместила Гомера, Библию и реальную историю Древнего Египта, а финал выстроен в соответствии с греко-римской мифологией. Одобрение критика вызвало отсутствие расовых стереотипов: древние египтяне «это не белые люди и не чёрные африканцы», цивилизацию которых Одиссей, грек бронзового века, считает намного более развитой, чем свою собственную. В целом отмечается, что роман выдержал испытание временем.

## Издания
- Haggard H. R., Lang A. The world's desire. — London : Longmans, Green & Co., 1890. — viii, 319 p.
- Haggard H. R., Lang A. The world's desire : a tale of old Egypt full of marvels and adventures. — Toronto : William Bryce, 1890. — 316 p.
- Haggard H. R., Lang A. The world's desire : New edition with twenty-seven illustrations… by Maurice Greiffenhagen[англ.]. — London : Longmans, Green & Co., 1894. — xvi, 317 p.
- Haggard H. R., Lang A. The World's Desire / Cover art by Mati Klarwein. — New York : Ballantine Books[англ.], 1972. — 239 p. — (Ballantine Adult Fantasy). — Lin Carter. About The World's Desire, H. Rider Haggard, and Andrew Lang: Odysseus in Egypt. — ISBN 0-345-02467-2.
- Мечта мира : Роман Райдера Хаггарда / Пер. с англ. Н. Языкова. — СПб. : Изд. П. П. Сойкина, 1903. — 186 с. — (Библиотека романов [Приключения на суше и на море]).
  - Хаггард Р. Мечта мира / Пер. с англ. Н. Языкова. — М. : Книжный дом, 1991. — 160 с. — 150 000 экз. — ISBN 5-86406-004-6.
  - Хаггард Р. Мечта мира / Пер. с англ. Н. Языкова. — М. : Мир книги, Литература, 2011. — 192 с. — (Египетские ночи). — 3500 экз. — ISBN 978-5-486-03989-8.
- Хаггард Г. Р. Скиталец (роман) // Клеопатра. Скиталец / Пер. с англ.; сост. Е. Н. Рябченко. — М. : Молодая гвардия, 1990. — С. 219—361. — 366 с. — 300 000 экз. — ISBN 5-235-01533-9.
- Генри Райдер Хаггард. Скиталец (роман) // Собрание сочинений в двенадцати томах / Сост. А.Ш. Ибрагимов. — Калуга : Библио, 1992. — Т. 2: Хозяйка Блосхолма. Прекрасная Маргарет. Голубая портьера. Скиталец. Доктор Терн. — С. 557—694. — 769 с. — Текст романа «Скиталец» напечатан по изданию 1990 года. — ISBN 5-88310-064-3.
- Хаггард Р. Скиталец // Собрание сочинений в десяти томах. — М. : Терра, 1993. — Т. V. — С. 365—489. — 496 с. — Текст печатается по изданию 1990 года. — ISBN 5-85255-129-5.
- Хаггард Р. Скиталец (роман) // Собрание сочинений в 12 томах. — М. : Терра, 1998. — Т. 5: Эйрик Светлоокий. Суд фараонов. Владычица Зари. Скиталец. — С. 365—489. — 496 с. — ISBN 5-300-01573-3.
- Хаггард Р. Скиталец (роман) // Собрание сочинений в 12 томах. — М. : Терра — Книжный клуб, 2009. — Т. 5: Эйрик Светлоокий. Суд фараонов. Владычица Зари. Скиталец. — С. 365—489. — 496 с. — ISBN 978-5-275-01928-5.
- Хаггард Г. Р., Лэнг Э. Одиссей (роман) // Одиссей, Владычица зари / Пер. Ю. Жуковой; Ил. М. Грейффенхагена. — М. : Вече, 2018. — С. 5—254. — 544 с. — (Мастера приключений). — Первый несокращённый русский перевод, изданный под именами обоих соавторов. — 3000 экз. — ISBN 978-5-4444-5781-8.

### Комментарии
1. ↑  Канадское первоиздание 1890 года (издательство Уильяма Брюса) было снабжено пространным подзаголовком: «The world’s desire: a tale of old Egypt full of marvels and adventures» — «Мечта мира: повествование о Ветхом Египте, полное чудес и приключений»[1].
2. ↑  Современники рассказывали анекдоты, что Лэнг написал не менее двух десятков хвалебных рецензий на «Копи…», которые публиковал анонимно или под псевдонимами в разных изданиях[15].
3. ↑  По оценке Мортона Коэна, объём переписки соавторов сопоставим с объёмом самого романа[17].
4. ↑  После получения известий о кончине Ричмонда Хаггард записал в дневнике, что в честь посвящения романа художнику, Генри и Эндрю подарили ему древнюю кипрскую вазу. Снимок с портрета Лэнга хранился в имении Хаггарда Дитчингем[34].
5. ↑  Литературовед Венди Кац выделила антисемитский пласт в романах «Она» и «Скиталец», где евреи выведены резко негативно, как «крючконосые христоубийцы»[43].
6. ↑  Гнев и одновременный приступ самоуничижения Э. Лэнга вызвала стихотворная эпиграмма Р. Стивенсона[38]:
It did not set the Thames on fire,

It is not quite 'The World's Desire'!

Much rather do the public scoff,

And yell to Nature, 'Take them off!'

While critics constantly conspire

To slate the hapless World's Desire.
7. ↑  В 1907 году, когда роман выдержал испытание временем и публикой, Хаггард, вспоминая критиков, писал Лэнгу, что встречался с американским египтологом, который «перечитывал роман каждый вечер»[47].
8. ↑  Судя по библиографии Д. Уотмора, если эти данные верны, львиная доля тиражей пришлась на США начала 1890-х годов. Издательство «Longmans» параллельно с иллюстрированным изданием 1894 года, напечатало 5050 экземпляров в дорогой серии «Серебряная библиотека». В 1891 году вышло англоязычное издание в Лейпциге[55].